# Drużyna Sharpe’a
Drużyna Sharpe’a (ang. Sharpe’s Company) – brytyjski telewizyjny film historyczny z 1994 roku. Film jest częścią cyklu filmów o Richardzie Sharpie, zrealizowanego na podstawie serii powieści o tej postaci autorstwa Bernarda Cornwella.

## Fabuła
Oddział strzelców wyborowych zostaje oddany pod komendę pułkownika Windhama. Sharpe, zdegradowany, pełni funkcję kwatermistrza, a jego ludzie zostają oddelegowani do kopania okopów. Równocześnie do oddziału dołącza dawny wróg Sharpe’a, sierżant Obadiah Hakeswill, który przysparza mu coraz więcej kłopotów. Richard za wszelką cenę pragnie odzyskać stopień kapitana, w czym może mu pomóc udany szturm na mury Badajoz. Dodatkową motywacją jest fakt, iż znajduje się tam ukochana Teresa oraz ich córeczka.

## Obsada
- Sean Bean – Richard Sharpe
- Soo Drouet – Pani Grimes
- Louise Germaine – Sally Clayton
- Robert Morgan – Collett
- Scott Cleverdon – Price
- Lyndon Davies – Perkins
- Jason Salkey – Harris
- John Tams – Hagman
- Michael Mears – Cooper
- Nicholas Jones – Fletcher
- Clive Francis – Windham
- Assumpta Serna – Teresa
- Pete Postlethwaite – Obadiah Hakeswill
- Michael Byrne – Nairn
- Hugh Fraser – Książę Wellington
- Daragh O’Malley – Patrick Harper
- William Mannering – Matthews
- Marc Warren – Rymer
- Peter Gunn – Clayton
- Peter Birrell – Don Moreno
- Tat Whalley – Hope
- Jérôme Pradon – Reynier